# Prostitution en Ukraine

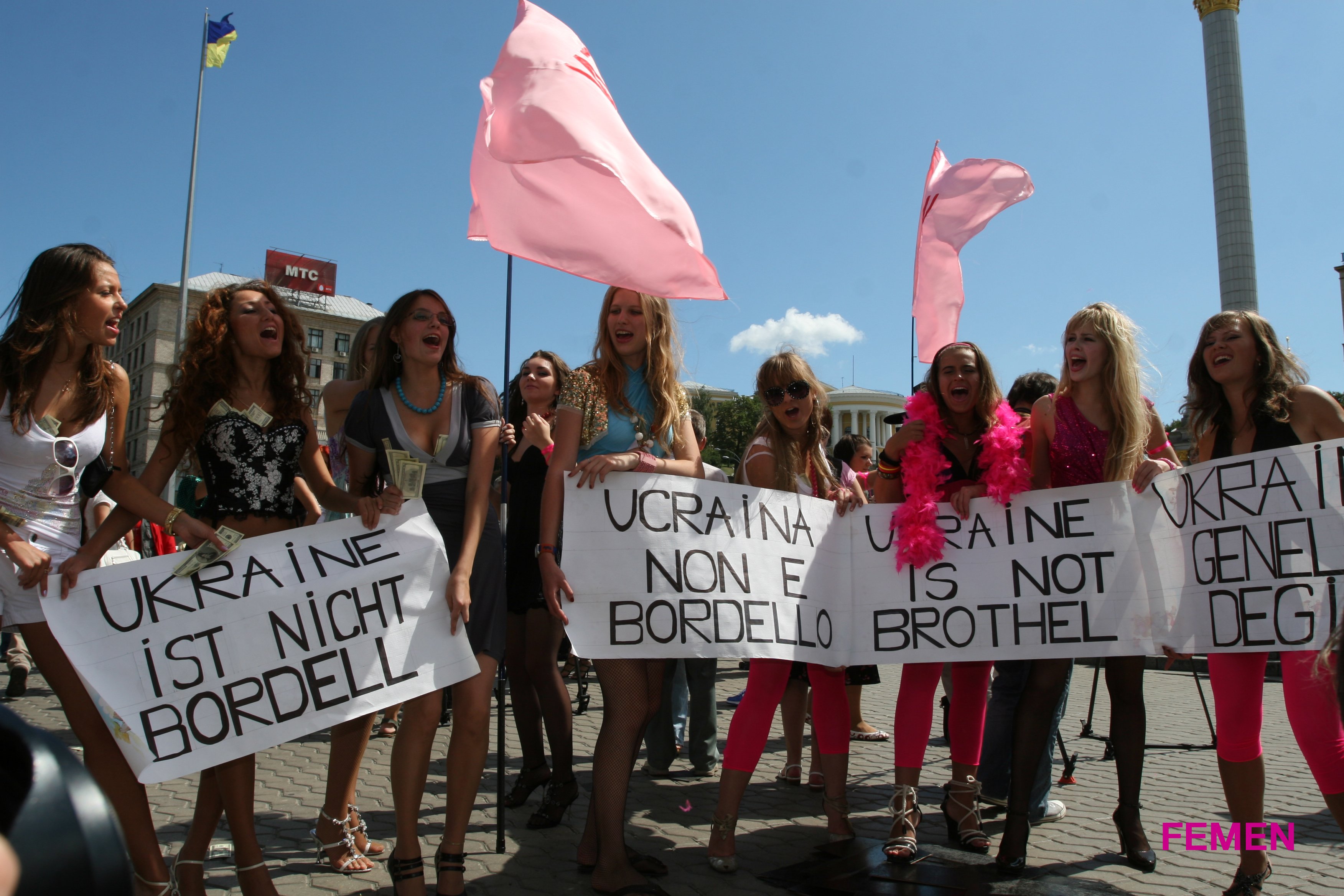
Image tirée du documentaire "L'Ukraine n'est pas un bordel"

La prostitution en Ukraine est illégale mais répandue et largement ignorée par le gouvernement. Dans les années 2000, l'Ukraine est devenue une destination populaire pour la prostitution et le trafic sexuel. Certaines femmes et certains enfants ukrainiens sont soumis à des services sexuels forcés et à un trafic sexuel à l’intérieur du pays et vers d’autres pays d’Europe, d’Asie centrale et du Moyen-Orient. La sortie de l'Ukraine de l'Union soviétique a vu la nation tenter de passer d'une économie planifiée à une économie de marché. Le processus de transition a infligé des difficultés économiques à la nation, puisque près de 80% de la population s'est retrouvée dans une situation de pauvreté dans la décennie qui a suivi son indépendance. Le chômage en Ukraine augmentait à un rythme croissant, le chômage des femmes atteignant 64% en 1997. Le déclin économique en Ukraine a rendu le pays vulnérable et contraint de nombreuses personnes à dépendre de la prostitution et de la traite des êtres humains comme source de revenus. Le tourisme sexuel a augmenté à mesure que le pays attirait un plus grand nombre de touristes étrangers.

## Prostitution domestique
Selon l'Institut ukrainien d'études sociales, en 2011, 50 000 femmes travaillaient comme prostituées, une prostituée sur six étant mineure. L'organisation a affirmé que le plus grand nombre de prostituées avait été trouvé (en 2011) à Kiev (environ 9000 personnes), puis dans la région d'Odessa (environ 6000), environ 3000 se trouvaient à Dnipropetrovsk et à Donetsk, 2500 à Kharkiv et 2000 ont déclaré avoir travaillé en Crimée. Les recherches de l’Institut d’État pour les questions relatives à la famille et à la jeunesse indiquent que, pour de nombreuses femmes, le travail du sexe est devenu la seule source de revenus adéquate : plus de 50% d’entre elles servent à apporter des ressources à leurs enfants et leurs parents. 10% des adolescents vivant dans la rue (en 2011) étaient soupçonnés d'avoir fourni des relations sexuelles à des hommes pour se nourrir et se vêtir.
En ce qui concerne la traite, les citoyens ukrainiens représentent 80% des trafiquants dont 60% sont des femmes. Les victimes de la traite sexuelle sont généralement des femmes et des filles âgées de 17 à 26 ans.

## Exportation
L'Ukraine est aujourd'hui connue pour avoir un plus grand nombre de victimes de la traite que tout autre pays d'Europe de l'Est après la dissolution de l'Union soviétique. En 1998, le ministère ukrainien de l'Intérieur a estimé que 400 000 femmes ukrainiennes avaient été victimes de la traite au cours de la décennie précédente; d'autres sources, telles que les organisations non gouvernementales, indiquent que le nombre était encore plus élevé. Selon l'Organisation internationale pour les migrations, plus de 500 000 femmes ukrainiennes ont été exploitées dans le cadre de la traite vers l'Ouest depuis son indépendance en 1991 jusqu'en 1998.
Les femmes ukrainiennes ont été exportées vers des pays du monde entier, tels que la Turquie, la Grèce, Chypre, l'Italie, l'Espagne, la Hongrie, les Émirats arabes unis, la Syrie, etc. Selon plusieurs rapports, les travailleuses du sexe ukrainiennes constituent le plus grand groupe de femmes étrangères en Turquie impliquées dans la prostitution et le deuxième groupe de femmes étrangères impliquées dans la prostitution en dehors des bases militaires américaines en Corée du Sud,.
Parmi les victimes de la traite, 80% étaient au chômage avant de quitter l'Ukraine. Les trafiquants utilisent cette vulnérabilité économique pour recruter des femmes dans le milieu de la prostitution. De nombreuses victimes ont été convaincues de quitter l'Ukraine avec la promesse de profits importants. Les trafiquants disent qu'elles travailleront comme danseuses ou comme commis en magasin. Les victimes sont généralement emmenées à l'étranger avec des documents juridiques tels que des visas de voyage. La police ukrainienne affirme que 70% des femmes victimes de la traite voyagent avec des documents authentiques obtenus auprès de fonctionnaires corrompus. La majorité des femmes traversent la frontière avec ces documents authentiques au lieu d'être passées en contrebande. Une fois arrivés dans leur pays de destination, elles sont souvent pris au piège par des proxénètes qui leur enlèvent leurs visas, ou par le fait qu'elles doivent de l'argent à ces proxénètes et doivent se prostituer pour les rembourser. Si elles réussissent à rembourser leur dette, certaines deviennent à leur tours des recruteuses, retournant en Ukraine et disant à leurs amis et à leur famille qu'elles gagnaient beaucoup d'argent en partant à l'étranger. Environ 60% des trafiquants sont des femmes ukrainiennes. Une enquête de l'Organisation internationale pour les migrations en 2011 indique que 92% des Ukrainiens étaient au courant de la traite sexuelle ; la traite a continué d'augmenter depuis lors. Les Ukrainiennes travaillant irrégulièrement à l'étranger sont passées de 28% à 41% de 2011 à 2015.

## Prostitution enfantine
En Ukraine, les enfants sont souvent victimes de travail forcé et d'autres types d'exploitation sexuelle. Les groupes les plus sujets à la prostitution sont ceux appartenant aux familles pauvres, aux enfants sans abri et aux orphelins; le fait de vivre dans la rue sans protection les rend plus vulnérables.
L'Ukraine connaît entre 7 000 et 8 000 cas d'exploitation sexuelle d'enfants par an. Selon les données de l'OIM, 10% des 1355 victimes ukrainiennes de la traite étaient des adolescents. Bien que la prostitution des enfants en Ukraine soit illégale, une enquête rétrospective sur les adultes montre que 20% des femmes et 10% des hommes ont été victimes d'abus sexuels avant l'âge de 18 ans.

## Effets sur la santé
Le SIDA est très répandu en Ukraine, 1% des personnes âgées de 15 à 49 ans étant séropositives en 2003. Cela donne à l'Ukraine le taux d'infection le plus élevé d'Europe et de la Communauté d'États indépendants.
Le VIH est contracté plus fréquemment chez les personnes qui n'utilisent pas de préservatifs pendant les rapports sexuels. Dans une étude menée en 2005, les travailleuses du sexe savaient que les relations sexuelles sans préservatif augmentaient le risque de VIH, mais ont déclaré qu'elles n'utilisaient pas toujours de préservatifs. Près de la moitié de ces travailleurs ont déclaré qu'ils n'utilisaient parfois pas de préservatifs si le client refusait, si on leur offrait plus d'argent et si le client était un client fréquent.
Les travailleuses du sexe ont moins accès aux services médicaux, ce qui rend la prévention et le traitement plus difficiles à acquérir,. La stigmatisation sociale et la pauvreté qui accompagnent souvent le travail du sexe rendent également difficile l'obtention de mesures de prévention et de traitement.

## Statut légal

Carte de l'Europe montrant le statut juridique de la prostitution. L'Ukraine est en rouge, indiquant un statut illégal

Selon la loi, la prostitution est illégale en Ukraine. Bien que la prostitution individuelle ne soit pas considérée comme une infraction pénale, la prostitution est une infraction administrative en Ukraine depuis le 12 juin 1987, lorsqu'elle a été interdite par la Cour suprême d'Ukraine et que les individus sont passibles d'une amende de 255 hryvnia (environ 10 dollars) . Cependant, il existe d'autres lois en place qui visent à contrôler le proxénétisme et l'organisation et le fonctionnement des lupanars. L'article 303 du Code pénal ukrainien traite du proxénétisme et de l'implication dans la prostitution professionnelle. Il déclare qu'« impliquer ou contraindre une personne à la prostitution par la tromperie, le chantage, la détresse de l'intéressé, ou en recourant à la violence ou aux menaces, le proxénétisme est passible d'une peine d'emprisonnement de trois à cinq ans » ; commis à l'égard d'un groupe d'individus, la peine est d'une durée de quatre à sept ans. D'après l'article 303, le proxénétisme d'un mineur (moins de 18 ans) est un crime passible d'une peine d'emprisonnement de cinq à dix ans. Le proxénétisme d'un mineur plus jeune (moins de 14 ans) augmente la durée de l'emprisonnement qui peut alors aller de  huit à quinze ans.
Le 12 janvier 2005, le parlement ukrainien a adopté des sanctions pénales plus sévères pour la traite des êtres humains et la prostitution forcée. Avant 2004, les lois précédentes criminalisant la prostitution organisée avaient peu d'effet. Depuis lors, les lois criminalisant la prostitution organisée et les sanctions pour la traite des êtres humains ont eu peu d'effet en raison de l'application assouplie de ces lois dans le pays, avec près de 70% des trafiquants condamnés acquittés d'emprisonnement.
Le 23 septembre 2015, le député ukrainien Andriy Nemirovsky a proposé un projet de loi qui légaliserait la prostitution en Ukraine et considérerait les individus et les organisations qui fournissent des services sexuels contre de l'argent en tant qu'entrepreneurs. Le projet de loi a également introduit une réglementation sur le service telle que les restrictions d'âge et l'état de santé.
Le 24 février 2016, le Gouvernement ukrainien a lancé son premier plan d'action national qui définit un cadre pour la mise en œuvre de la résolution 1325 du Conseil de sécurité des Nations unies, qui traite de l'importance des femmes dans la prévention et la résolution des conflits. Le plan d'action vise à prévenir la violence domestique et la traite des femmes.

## Représentation dans les médias
Les thèmes de la prostitution et du trafic sexuel ont occupé une place prépondérante dans les médias ukrainiens ces dernières années. L'UEFA Euro 2012 était fortement lié à la prostitution et au tourisme sexuel dans le pays. Des efforts ont été déployés par le ministère ukrainien de la Santé et d'autres partis politiques en faveur de la légalisation de la prostitution avant le grand événement sportif, affirmant que cela améliorerait les conditions de travail des prostituées, évitant les maladies sexuellement transmissibles et créant un nouveau source de recettes fiscales.